# Pierre-Virante
La Pierre-Virante est un monument mégalithique situé à Xanton-Chassenon, dans le département français de la Vendée, qui fut édifié au cours de deux périodes néolithiques distinctes.

## Description

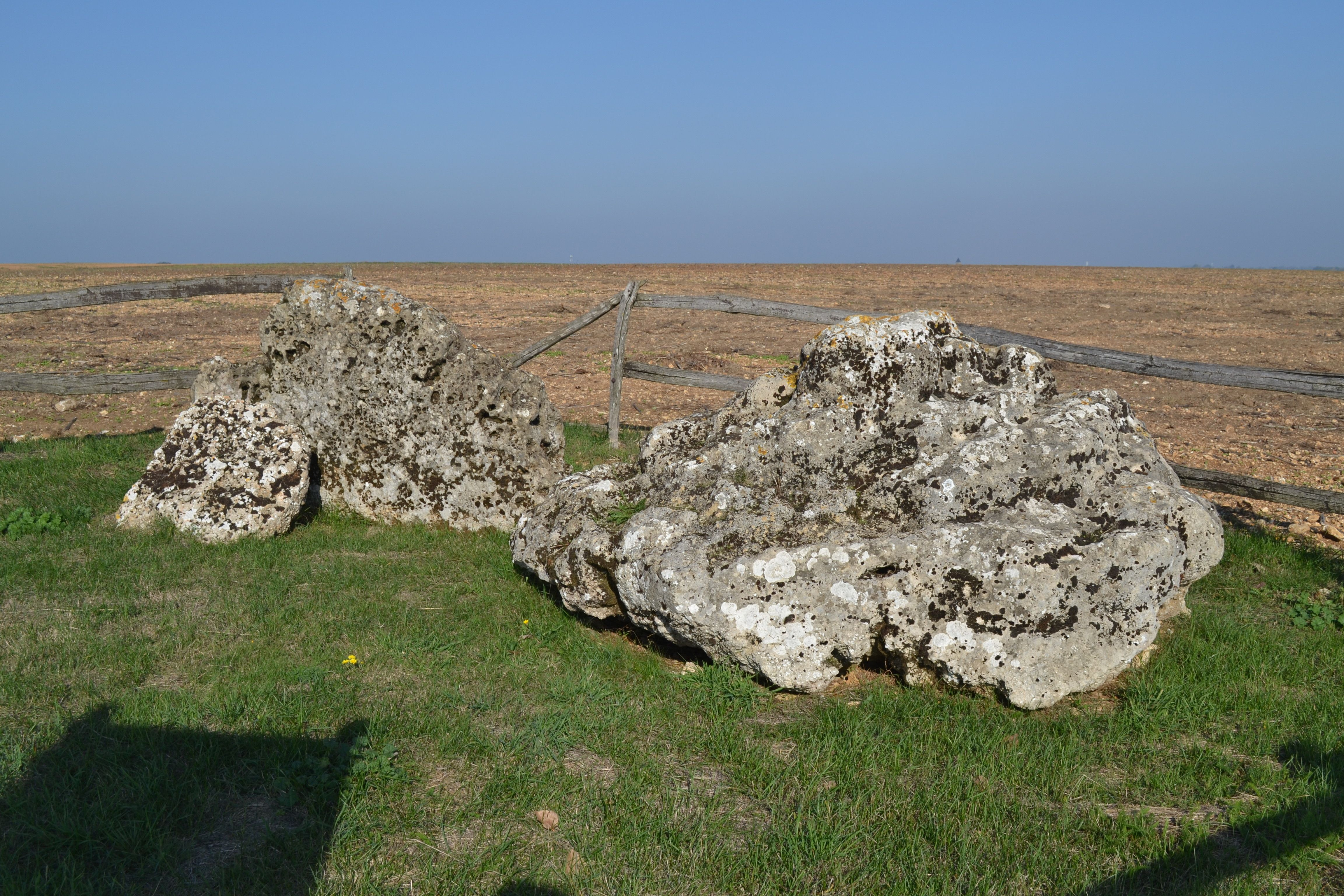
A droite, le bloc pyramidal.

Le site fut fouillé en 1970-1971 par Roger Joussaume. Avant la fouille, seul un bloc pyramidal (2,80 m par 2,50 m par 1,20 m) en grèze émergeait du sol. Après fouille, il est apparu que ce bloc était posé sur trois piliers à environ 0,50 m de hauteur au-dessus d'un sol dallé couvrant une aire triangulaire délimitée, à l'est et à l'ouest, par deux lignes de pierre qui pourraient correspondre aux fondations d'une cloison construite dans un matériau périssable désormais disparue.
Au nord, l'édifice se prolongeait par une plate-forme de 2,50 m à 3 m de large sur 0,50 m à 0,60 m de hauteur entièrement dallée qui se prolongeait à l'est par une petite rampe plus étroite à faible pente. L'existence de trous de poteaux découverts dans les lignes de pierre et sur la plate-forme située au nord suggère que la structure ainsi délimitée aurait été couverte et qu'on y accédait au nord-est par la petite rampe. Cet ensemble mégalithique n'est pas un dolmen.
A l'ouest de ce premier ensemble, une seconde aire dallée fut découverte. Elle comportait deux blocs orthogonaux d'une hauteur de 0,50 m. La découverte de fosses de calage laisse penser qu'à l'origine, cet espace devait être un dolmen à chambre quadrangulaire, ouvrant au sud par un petit couloir qui fut détruit lors de la construction du chemin contemporain. La grande dalle calcaire de 2 m sur 1,50 m qui était couchée à l'est entre les deux édifices a pu servir de table de couverture.

## Matériel archéologique
L'aire triangulaire n'a livré que peu de mobilier funéraire, elle fut probablement vidée à une période ancienne. Les dépôts funéraires furent principalement découvert dans la seconde aire, qualifiée de « cella ». Ils correspondent à l'inhumation d'une quarantaine d'individus (17 adultes, 4 adolescents et 16 enfants), accompagnés d'un mobilier assez riche, lors de deux phases d'utilisation, toutes deux datées du Néolithique final.
Le mobilier funéraire qui lui est associé à la première phase comprend des armatures de flèches tranchantes triangulaires, une hache en dolérite de type A avec sa gaine en bois de cerf, des éléments de parure en défense de sanglier, des poinçons, une épingle en os et quelques tessons de céramique décorés de traces d'ongle. La datation au C14 sur les parties osseuses correspond au milieu du IIIe millénaire av. J.-C. (Gif 3762: 4 040 +/- B.P.).
Dans une seconde phase, les dépôts funéraires de la première phase furent repoussés dans la partie sud de la cella et l'espace ainsi libéré au nord accueillit quatre corps déposés en position assise contre la paroi. Le mobilier associé était constitué de poignards en silex, de pointes de flèches à ailerons et pédoncule, d'un vase attribué à l'artenacien, d'un collier de perles (dents animales perforées, pierre, ambre et cuivre) et de deux incisives humaines retravaillées.
Un troisième dépôt funéraire, daté du Campanifome, fut réalisé dans une fosse située au sud-ouest du bloc pyramidal de l'aire triangulaire. Des tessons de trois vases décorés au peigne, une tige annelée et une tête d'épingle en os constituent le seul mobilier associé.
Un squelette attribué au Bronze ancien fut découvert allongé sur le dos, les pieds reposant sur la plate-forme dallée.

## Essai d'interprétation
La Pierre-Virante est un ensemble mégalithique qui fut édifié au cours de deux périodes néolithiques distinctes. Au Néolithique moyen, un premier dolmen fut édifié puis, plus tardivement, au Néolithique final, un second monument fut construit pour partie avec les éléments du tumulus de ce dolmen. Cette construction fut probablement l’œuvre des Artenaciens. L'originalité de cette construction réside dans la forme triangulaire de sa chambre, délimitée par une plate-forme et des parois latérales en bois. Le rôle qui était dévolu au bloc pyramidal déposé dans cet espace est inconnu.

## Folklore
Selon la légende, la Pierre-Virante tiendrait son nom du fait qu'elle part faire un tour dans la rivière tous les ans le soir de Noël.